# WildStorm
WildStorm Productions (también WildStorm o Wildstorm) es un sello editorial de cómics estadounidense, fundada por el historietista Jim Lee en 1992 como una compañía independiente bajo el nombre Aegis Entertainment, que fue cambiado ese mismo año. WildStorm formó parte de la editorial Image Comics de 1992 a 1999, año en que la editorial DC Comics compra el sello y lo mantiene en su propiedad hasta su cierre en 2010. El sello tomó su nombre de la combinación de los títulos de las series de cómics de Jim Lee WildC.A.T.s y Stormwatch.
Su principal universo de ficción, el Universo Wildstorm, se enfocaba principalmente en series de superhéroes. Entre sus títulos principales se encuentran WildC.A.T.s, Stormwatch, Gen¹³, Wetworks y The Authority.
WildStorm también publicó material propio de los creadores y licencias de otras empresas, abarcando una gran variedad de géneros. Entre sus títulos propios se encontraban Red Menace, A god Somewhere y Ex Machina, mientras que sus títulos licenciados incluían Friday the 13th, A Nightmare on Elm Street, The Texas Chainsaw Massacre, StarCraft, Dante's Inferno, The X-Files y God of War.
En septiembre de 2011, DC Comics relanzó toda su línea de superhéroes como parte de la iniciativa editorial The New 52, e incorporó a los personajes de Wildstorm al universo ficticio principal de DC. En 2017 la serie The Wild Storm presentó una reinvención del universo ficticio de esta editorial.

## Historia

### Image Comics (1992–1997)
WildStorm, fundada por Jim Lee y Brandon Choi y bajo el nombre Aegis Entertainment, fue uno de los estudios fundadores de la editorial Image Comics en 1992, Image surgió de Homage Studios y fue fundada por los artistas Whilce Portacio, Jim Lee, Erik Larsen, Rob Liefeld, Todd McFarlane, Marc Silvestri y Jim Valentino en San Diego, California. Todos, excepto Portacio, decidieron convertirse en socios de pleno derecho de la nueva empresa. En aquel momento, Lee y Portacio eran reconocidos por su trabajo en varios títulos de X-Men en Marvel Comics.
A finales de 1992, el dibujante Marc Silvestri se unió a Wildstorm para trabajar en el título Cyberforce pero este fue publicado por Top Cow, un «estudio asociado» de Image Comics.
Los artistas Brett Booth y J. Scott Campbell se unieron a WildStorm en 1993. Además de Spawn de McFarlane, WildStorm produjo los cómics de mayor éxito comercial de Image, entre los que se encontraban WildC.A.T.s y el título de héroes adolescentes Gen¹³, ilustrado por J. Scott Campbell. Esta época produjo una serie de títulos de diversa popularidad, como Gen¹³, WildC.A.T.s, Stormwatch, Deathblow, Cybernary y Wetworks de Whilce Portacio, que sufrieron de retrasos constantes durante los primeros años de publicación.

A finales de 1993, Lee estableció WildStorm Productions como sello editorial de Image. Explicó: 
Durante la puesta en marcha de Image Comics, incorporé mis actividades empresariales bajo el nombre de Aegis Entertainment. A medida que Aegis crecía y el mercado cambiaba, decidí que un nuevo nombre definiría mejor la naturaleza de los títulos que producimos.
Junto con el cambio de nombre, el antiguo editor de la editorial DC Comics, Bill Kaplan, fue contratado para supervisar la producción y la programación, en un esfuerzo por combatir los problemas del estudio con los calendarios de publicación erráticos.
Los intentos de llevar los personajes del estudio a otros medios resultaron decepcionantes. Una serie de dibujos animados para los sábados por la mañana de WildC.A.T.s sólo duró una temporada (1994-1995), mientras que se produjo una versión animada completa de Gen¹³ que nunca se estrenó en Estados Unidos. Disney había adquirido los derechos de distribución nacional, pero archivó el producto. Paramount tenía los derechos de distribución internacional, y más tarde estrenó la película sólo en algunos mercados extranjeros.
WildStorm tuvo gran éxito copiando el juego de cartas coleccionables Magic: The Gathering con la introducción de WildStorms: The Expandable Super-Hero Card Game, producido entre 1995 y 1997, y que posteriormente se convirtió en un juego de cartas crossover con Marvel.
En 1995, WildStorm creó el sello Homage Comics, centrado en libros más orientados a los escritores, que publicó títulos como Astro City y The Wizard's Tale de Kurt Busiek; Leave It to Chance de James Robinson y Paul Smith; Strangers In Paradise de Terry Moore; The Maxx, Zero Girl y Four Women de Sam Kieth; Mek, Red y Reload de Warren Ellis; y Desperadoes de Jeff Mariotte.
En 1997 se renovaron todos los títulos de WildStorm, incluyendo cómics de escritores como: Alan Moore, Warren Ellis, Adam Warren, Sean Phillips y Joe Casey. Tras esta renovación, las nuevas series Wildcats, Stormwatch y DV8 ocuparon los puestos de los cómics más populares y de mayor éxito comercial del Universo WildStorm. WildStorm también hizo una presentación a Lucasfilm Ltd. para obtener la licencia de Star Wars, pero sin éxito.
En 1998, los artistas Joe Madureira y J. Scott Campbell fundaron el sello Cliffhanger! como parte de WildStorm, en el que se publicaron títulos como Danger Girl de J. Scott Campbell; Battle Chasers de Joe Madureira; Crimson y Out There de Humberto Ramos; Steampunk de Joe Kelly y Chris Bachalo; Arrowsmith de Kurt Busiek y Carlos Pacheco; Astro City de Kurt Busiek; y Two-Step y Tokyo Storm Warning de Warren Ellis.

### Parte de DC Comics (1998-2010)
A finales de 1998, Jim Lee deja el liderazgo de WildStorm para enfocarse a producir arte y la editorial es adquirida por DC Comics, siendo efectiva la compra en enero de 1999. Según DC Comic, el objetivo de la adquisición era «reforzar la capacidad de WildStorm para ampliar sus objetivos editoriales y diversificar la producción de DC».
En 1999, WildStorm lanzó varios títulos nuevos, entre ellos The Authority, un cómic de superhéroes oscuro y violento escrito por Warren Ellis y dibujado por Bryan Hitch, sucesor de Stormwatch. Ellis y el artista John Cassaday crearon Planetary en 1999 una serie sobre un equipo de «exploradores de lo extraño» que fusionaba cultura pop, historia del cómic y personajes literarios.
WildStorm ha lanzado un nuevo sello titulado America's Best Comics como escaparate para el historietista británico Alan Moore, que había tenido malas experiencias con otras editoriales. Entre los títulos publicados por este sello se encuentran Promethea, The League of Extraordinary Gentlemen, Tomorrow Stories, Tom Strong y Top 10.
El estudio lanzó el sello Eye of the Storm en 2002, en el que se publicaron hasta 2004 distintas series como The Authority, Automatic Kafka, Black Sun, Point Blank, Sleeper, Stormwatch y Wildcats.
En 2002 Warren Ellis inició la serie Global Frequency, cuyos derechos comprados por la productora Warner Bros. en 2004 y se realizó un piloto para una serie de televisión en 2005 que nunca fue emitido, aunque el piloto se filtró posteriormente en Internet. Stormwatch tuvo un spin-off en 2002, Stormwatch: Team Achilles, sobre un equipo de soldados normales que combaten a los superhéroes renegados, creado por Micah Ian Wright.
En 2004, WildStorm renovó su gama de sellos editoriales, sus títulos principales se agruparon en el sello Wildstorm Universe, los títulos propiedad de los creadores se agruparon en WildStorm Signature Series, y todas las propiedades con licencia permanecieron bajo el sello WildStorm; estos sellos desaparecieron en 2006, pero los títulos que pertenecían a ellos continuaron con su publicación.
En 2007, el universo ficticio de Wildstorm se convirtió en «Tierra-50», parte del multiverso de DC Comics, en el título The Search for Ray Palmer - Wildstorm.
En abril de 2008, el editor de Wildstorm Ben Abernathy anunció que los eventos de las series limitadas Wildstorm: Revelations, Wildstorm: Armageddon y Number of the Beast darían paso a Wildstorm: World's End, una dirección posapocalíptica para todo los títulos del sello. Ese mismo año se publicó la serie limitada crossover DC/Wildstorm: DreamWar, una de las primeras veces que los personajes de DC y Wildstorm aparecieron juntos.
WildStorm diversificó sus publicaciones con historietas de propiedades licenciadas, como A Nightmare on Elm Street (2006), Viernes 13 (2007), The Texas Chain Saw Massacre (2007), Mirror's Edge (2008), World of Warcraft (2009), The X-Files (2009), Dante's Inferno (2010) y God of War (2010), así como novelas gráficas originales de los escritores Kevin J. Anderson, John Ridley y David Brin.

### Cierre y reinvención (2010-presente)
El sello cerró en diciembre de 2010, Wildcats vol. 5 #30 fue la última historieta publicada y DC Comics anunció que los personajes de Wildstorm reaparecerían en algún momento en el futuro.
En septiembre de 2011 DC Comics relanzó su sello DC Universe, lo que incluyó la integración de los personajes de Wildstorm en su el Universo DC principal; la oleada inicial de títulos incluyó series en solitario de Voodoo y Grifter, un título de Stormwatch, una versión nueva del Equipo 7, y otros personajes más de Wildstorm aparecieron en diferentes títulos durante 2011 y 2012.
En febrero de 2017 fue publicado The Wild Storm #1, escrito por Warren Ellis y dibujado por Jon Davis-Hunt, el primer número de una serie de 24 números en la que se reinventó al universo Wildstorm, pero sin ser parte de la continuidad del universo ficticio principal de DC. A esta serie le siguió en octubre de ese mismo año The Wild Storm: Michael Cray, una serie de doce números escrita por de Bryan Hill y dibujada por N. Steven Harris.
DC Comics anunció una miniserie de seis números de Wildcats con fecha de publicación prevista para agosto de 2019, escrita por Ellis con arte de Ramón Villalobos, pero fue cancelada antes de su lanzamiento.